# Gap of Dunloe
Gap of Dunloe är ett bergspass i republiken Irland.   Det ligger i grevskapet Ciarraí och provinsen Munster, i den sydvästra delen av landet, 270 km sydväst om huvudstaden Dublin. Gap of Dunloe ligger 160 meter över havet.
Terrängen runt Gap of Dunloe är huvudsakligen kuperad, men norrut är den platt. Runt Gap of Dunloe är det ganska glesbefolkat, med 25 invånare per kvadratkilometer. Närmaste större samhälle är Killarney, 8,8 km öster om Gap of Dunloe. Trakten runt Gap of Dunloe består i huvudsak av gräsmarker.